# S1 (格闘技)
S1（エスワン、S1 Championship）は、タイのムエタイ興行および世界王座認定団体。ワンソンチャイプロモーション（Onesongchai Promotion）が管理。2003年にムエタイのプロモーターであるソンチャイ・ ラタナスバンによって創設。S1のSは、ソンチャイ (Songchai)の頭文字であるSに由来する。

## 歴史
2003年12月5日の国王生誕記念日に、同王座の名前を冠した初めての興行が行われた。72kg級のトーナメントが開催され、スリヤー・ソー・プルンチットが優勝。翌年3月4日に2回目のトーナメントを開催するが、肘打ちを禁止したことからタイ人の観客から不満がでた。その後、トーナメント開催ではなくタイトルマッチでの王座認定方式に切り替えた。
S1ジャパン、S1タイ、S1UK、S1ギリシャなど各国に支部を設立し、ナショナル王座（国内王座）を認定している。女子の王座も認定。日本では2019年にニュージャパンキックボクシング連盟（NJKF）と提携し、NJKF理事長の坂上顕二がS1ジャパンの代表に就任。55kg・65kgの2階級で他団体王者を集めたS1ジャパントーナメントを開催し、55kgは大田拓真、65kgは中野椋太が優勝した。
これまでに、ジョン・ウェイン・パー、ブアカーオ・ポー.プラムック、ソンチャイノーイ・ゲッソンリット、中野椋太、☆SAHO☆が世界王座を獲得した。

## ルール
- 試合は完全なムエタイルールで行われなければならない。よって拳・脚・肘・膝を使うことが出来る。
- 世界戦は3分5ラウンド、インターバル2分で行われなければならない。
- S1の試合は、S1公認の興行でしか行うことが出来ない。
- S1の国内王座を獲得すると、世界王座への挑戦資格が与えられる。

## 階級
S1 Championshipの定める階級は以下の通り。全16階級。
| 階級名称             | 体重 （キログラム/kg） | 体重 （ポンド/lbs） |
| -------------------- | ---------------------- | ------------------- |
| ヘビー級             | 86.183kg以上           | 190lbs以上          |
| クルーザー級         | 86.183kg               | 190lbs              |
| ライトヘビー級       | 79.379kg               | 175lbs              |
| ミドル級             | 72.575kg               | 160lbs              |
| ジュニアミドル級     | 69.853kg               | 154lbs              |
| ウェルター級         | 66.678kg               | 147lbs              |
| ジュニアウェルター級 | 63.503kg               | 140lbs              |
| ライト級             | 61.235kg               | 135lbs              |
| ジュニアライト級     | 58.967kg               | 130lbs              |
| フェザー級           | 57.153kg               | 126lbs              |
| ジュニアフェザー級   | 55.338kg               | 122lbs              |
| バンタム級           | 53.524kg               | 118lbs              |
| ジュニアバンタム級   | 52.163kg               | 115lbs              |
| フライ級             | 50.802kg               | 112lbs              |
| ライトフライ級       | 48.988kg               | 108lbs              |
| ミニフライ級         | 47.727kg               | 105lbs              |